# Fernsehassistent
Ein Fernsehassistent assistiert bei Fernsehshows vor der Kamera einem Showmaster und wird so Teil der Sendung.
Typischerweise begleiten Fernsehassistenten Kandidaten zu ihren Aufgabenplätzen und bringen Arbeitsmaterialien, Mikrofone oder Getränke. Besonders zahlreich waren Fernsehassistenten, vor allem weiblichen Geschlechts, in den 1960er und 1970er Jahren, in denen beinahe jede größere Fernsehshow einen Assistenten hatte. Seit den 1990er Jahren nimmt die Anzahl der Fernsehassistenten analog zum allmählichen Verschwinden von Programmsprechern stark ab.
Bekannte Beispiele für Fernsehassistenten sind Brigitte Büscher als Assistentin von Frank Plasberg in hart aber fair oder Michelle Hunziker für Thomas Gottschalk bei Wetten, dass..?.